# Heinrich Adolf von Hövel zu Dudenroth
Heinrich Adolf Christoph von Hövel zu Dudenroth (* 1690; † 18. Juli 1748) war römisch-katholischer Priester und Domherr in Münster sowie Archidiakon in Stadtlohn und Südlohn.

## Leben
Heinrich Adolf Christoph von Hövel zu Dudenroth wurde als Sohn des Conrad von Hövel zu Dudenroth und dessen Gemahlin Sibilla Elisabeth von Schwansbell geboren.
Mit dem Erhalt der Tonsur am 23. Mai 1709 wurde er auf ein geistliches Leben vorbereitet. Mit päpstlicher Provision kam er 1716 in den Besitz einer Münsterschen Dompräbende. Er war katholischer Priester und besaß das Archidiakonat Stadtlohn und Südlohn. Ebenso war er Inhaber des Oblegiums Stodtbrock und der Obedienz Schwienhorst.